# Ектър (окръг, Тексас)
Окръг Ектър (на английски: Ector County) е окръг в щата Тексас, Съединени американски щати. Площта му е 2336 km², а населението - 121 123 души (2000). Административен център е град Одеса.